# Suffragette City
Suffragette City è un brano musicale scritto dall'artista inglese David Bowie e pubblicato come 45 giri il 9 luglio 1976.
Decima traccia di The Rise and Fall of Ziggy Stardust and the Spiders from Mars, venne pubblicato come terzo e ultimo singolo estratto dall'album a quattro anni dalla sua uscita per promuovere la raccolta di greatest hits ChangesOneBowie, anche se in precedenza il brano era già uscito su 45 giri due volte come lato B, nel 1972 di Starman e nel 1975, in versione live, di Young Americans.

## Tracce
1. Suffragette City (David Bowie) - 3:25
2. Stay (David Bowie) - 6:08

## Formazione
- David Bowie - voce, chitarra elettrica
- Mick Ronson - chitarra elettrica, pianoforte, sintetizzatore ARP
- Trevor Bolder - basso
- Mick Woodmansey - batteria

## Il brano
Nel marzo 1972 David Bowie aveva da poco iniziato lo Ziggy Stardust Tour quando propose una canzone da pubblicare come 45 giri ai Mott the Hoople, gruppo glam rock che in quello stesso periodo era sul punto di sciogliersi. Consegnò alla band il demo di Suffragette City ma Ian Hunter e compagni non la considerarono particolarmente adatta al loro stile e preferirono puntare su un altro brano scritto da David, All the Young Dudes, che raggiunse in breve tempo il 3º posto nella Official Singles Chart.
Suffragette City fu quindi "recuperata" da Bowie e divenne una delle ultime tracce ad essere inserite in The Rise and Fall of Ziggy Stardust and the Spiders from Mars. Con i richiami al rock 'n' roll anni cinquanta del pianoforte sincopato sullo stile di Little Richard o Jerry Lee Lewis, la chitarra martellante di Mick Ronson e il celebre grido da rapporto sessuale occasionale "Wham bam, thank you ma'am", preso in prestito da un brano di Oh Yeah di Charlie Mingus, la canzone si affermò rapidamente come uno dei brani cruciali dell'album. Più o meno ambiguo a seconda delle interpretazioni, il testo può essere letto come la richiesta di un ragazzo che vuole essere lasciato solo con la sua partner oppure, sulla stessa linea di John, I'm Only Dancing, un mutamento di sesso da partner maschile a femminile:
Da notare che Bowie si rivolge al suo amico chiamandolo "drugo", un accenno diretto al film Arancia meccanica di Stanley Kubrick che esercitò una notevole influenza sul bagaglio culturale di David, determinando i costumi di scena e la musica che apriva i concerti dello Ziggy Stardust Tour.

### Il lato B
La quinta traccia dell'album Station to Station del 1976 è una sorta di confessione del rapporto casuale tra due persone, una dolorosa introspezione registrata, come confessò il chitarrista Carlos Alomar, «nel pieno della nostra frenesia da cocaina». Nello stesso periodo in cui uscì come lato B di Suffragette City venne pubblicata in una versione notevolmente ridotta con Word on a Wing sul retro.

## Registrazione
Suffragette City venne registrata ai Trident Studios di Londra nel febbraio 1972 e fu una delle prime occasioni in cui Bowie utilizzò il sintetizzatore ARP, strumento che in seguito avrebbe costituito la spina dorsale della cosiddetta "trilogia berlinese". «David voleva un grande suono di sax, più potente di quello che poteva ottenere lui stesso», raccontò il produttore Ken Scott a Mark Paytress del magazine Mojo, «così abbiamo fatto ricorso a questo enorme synth, abbiamo armeggiato senza sosta finché non abbiamo trovato un suono che si avvicinava il più possibile a quello del sax e abbiamo lasciato che fosse Mick Ronson a suonare le note giuste».
Il brano chiuse le sessioni di The Rise and Fall of Ziggy Stardust and the Spiders from Mars anche se all'inizio non era stata prevista la sua presenza nell'album, in cui fu inserita all'ultimo momento al posto di Velvet Goldmine, tantomeno era stata pensata come potenziale 45 giri.
La decisione di pubblicarla come singolo venne presa a distanza di ben quattro anni, per promuovere l'uscita della raccolta di greatest hits ChangesOneBowie.

## Uscita e accoglienza
Il singolo venne pubblicato il 9 luglio 1976, senza nessun impatto commerciale, nel Regno Unito, in Francia, Germania, Australia e Nuova Zelanda.

## Suffragette Citydal vivo
Suffragette City venne eseguita nella sessione BBC registrata il 16 maggio 1972 per il programma Sound of the 70s presentato da Bob Harris, con gli Spiders from Mars e Nick Graham al pianoforte, e da allora divenne un classico nelle esibizioni live di David Bowie.
Circa un mese dopo, in pieno Ziggy Stardust Tour, alla Town Hall di Oxford il fotografo Mick Rock fu pronto a catturare il momento in cui David si inchinò per la prima volta davanti a Mick Ronson durante Suffragette City simulando una fellatio sulla sua chitarra. La foto venne pubblicata su Melody Maker e il gesto venne ripetuto in diversi altri concerti diventando una delle immagini più longeve del rock.
Ha continuato ad essere una canzone irrinunciabile dal vivo fino allo Stage Tour 1978, dopodiché è stata ripresa nel Sound + Vision Tour 1990 e nel Reality Tour 2003-04.
Una versione dal vivo degli Spiders from Mars dedicata a Mick Ronson, scomparso il 29 aprile 1993, è stata inclusa nell'album Mick Ronson Memorial Concert registrato nel 1994 e pubblicato nel 2001. Oltre che da Trevor Bolder e Mick Woodmansey, per l'occasione gli Spiders erano formati da Joe Elliott e Phil Collen, voce e chitarra dei Def Leppard, e dal chitarrista Bill Nelson.

## Pubblicazioni successive
Suffragette City si trova nelle seguenti raccolte di greatest hits:
- Best Deluxe (1973, uscito in Giappone)
- ChangesOneBowie (1976)
- Changesbowie (1990)
- The Singles Collection (1993)
- The Best of David Bowie 1969/1974 (1997)
- Best of Bowie (2002)

Versioni dal vivo sono incluse in:
- David Live (1974)
- Ziggy Stardust: The Motion Picture (1983)
- Sound + Vision (1989, la stessa di David Live)
- Ziggy Stardust and the Spiders from Mars (1984, video album)
- RarestOneBowie (come bonus track dell'edizione giapponese del 1998)
- Bowie at the Beeb (2000)
- Live Santa Monica '72 (2008)
- Station to Station (nel bonus disc della riedizione del 2010)

## Cover
Moltissimi sono gli artisti che hanno pubblicato una cover di Suffragette City:
- Hazel O'Connor con Simon Le Bon, nella versione 12" di Time del 1980
- i Rose of Victory come singolo nel 1983
- i Frankie Goes to Hollywood nella versione 12" di Rage Hard del 1986
- i Berlin nel video album Wham Bam Live in Japan del 1987
- Kyosuke Himuro come lato B del singolo Dear Algernon del 1988
- gli Alice in Chains in un demo del 1988[9]
- Steve Jones in Fire and Gasoline del 1989
- i Boohoos in Rocks For Real del 1989
- Andy Taylor come lato B del singolo Stone Cold Sober del 1990
- gli L.A. Guns nell'EP Cuts del 1992
- i Gun nel maxi singolo Something Worthwhile del 1995
- i Big Audio Dynamite come ghost track in F-Punk del 1995
- i Red Hot Chili Peppers nel CD bonus dell'edizione limitata di Aeroplane del 1996
- i Turbonegro come singolo nel 1997
- i Mr. Big in Live at Budokan del 1997
- Boy George in Unrecoupable One Man Bandit, Vol. 1 del 1999
- The Candy Snatchers come lato B del singolo Survival of the Fittest del 2000
- The Nerve Agents in uno split con i Kill Your Idols del 2000
- i Fast Cars in Coming...Ready or Not! del 2001
- i Warrant in Under the Influence del 2001
- The Get Up Kids nella raccolta Eudora del 2001
- i Rehasher in Off Key Melodies del 2004
- le Vixen in Live & Learn del 2006
- i Burden Brothers in Mercy del 2006
- i Poison in Poison'd! del 2007
- Tara Slone in Just Look Pretty and Sing del 2007
- i GLAY nel CD singolo Aka to Kuro no Matadora del 2008
- Camille O'Sullivan in Live @ The Olympia del 2008

Altre cover che si trovano in album tributo o compilation di artisti vari includono quelle di:
- i V.O.A. in Covers - Our Favorite Bands Mutilate Your Favorite Songs del 1984
- i Wounded Turkey in Only Bowie del 1995
- i Golden Delicious in Crash Course for the Ravers: A Tribute to the Songs of David Bowie del 1996
- i Killer Nannies In America in Ashes to Ashes - A Tribute To David Bowie del 1999
- i Corpus Delicti in Goth Oddity: A Tribute to David Bowie del 1999
- i Cybernauts in Cybernauts Live del 2000
- gli OtherStarPeople in Blockbuster: A 70's Glitter Glam Rock Experience del 2000
- Ozark Henry in Glittering 2000 del 2000
- i Kill Switch...Klick in Goth Oddity 2000: A Tribute to David Bowie del 2000
- i Wakefield con Mary-Kate Olsen nella colonna sonora di Una pazza giornata a New York del 2004
- Seu Jorge in The Life Aquatic Studio Sessions del 2005
- i Murder 1 in Hero - The MainMan Records Tribute to David Bowie del 2007
- Techno Cowboy in The Ziggy Stardust Omnichord Album del 2009
- gli A Place to Bury Strangers in We Were So Turned On: A Tribute To David Bowie del 2010
- i Si Kotik in Oddities - A Tribute to David Bowie del 2010 (digital release)
- gli Accelorater in Tribute to David Bowie del 2011
- Eddy McManus in Tribute to David Bowie del 2011 (digital release)
- The Pterodactyls in Ziggy Played Surf Guitar del 2011 (in una versione strumentale intitolata Surfer Jet City)
- Ty Segall e Mikal Cronin in Group Flex del 2011
- The Acorn in Paper Bag Records Vs. The Rise and Fall of Ziggy Stardust and the Spiders from Mars del 2012
- i Piano Tribute Players in Piano Tribute to David Bowie del 2012
- King Khan & The Shrines con Jatinder Singh Durhaily in David Bowie Recovered del 2014
- gli Ume in A Salute to the Thin White Duke - The Songs of David Bowie del 2015
- Lea DeLaria in House of David del 2015